# Urocoras longispinus
Urocoras longispinus là một loài nhện trong họ Agelenidae.
Loài này thuộc chi Urocoras. Urocoras longispinus được Wladislaus Kulczynski miêu tả năm 1897.